# Stefankowo (Pieńpole)
Stefankowo – część wsi Pieńpole w Polsce, położona w województwie mazowieckim, w powiecie mławskim, w gminie Stupsk.
W latach 1975–1998 Stefankowo administracyjnie należało do województwa ciechanowskiego.
Wierni Kościoła rzymskokatolickiego należą do parafii św. Mikołaja w Niedzborzu.